# Liste der Seen in Schweden

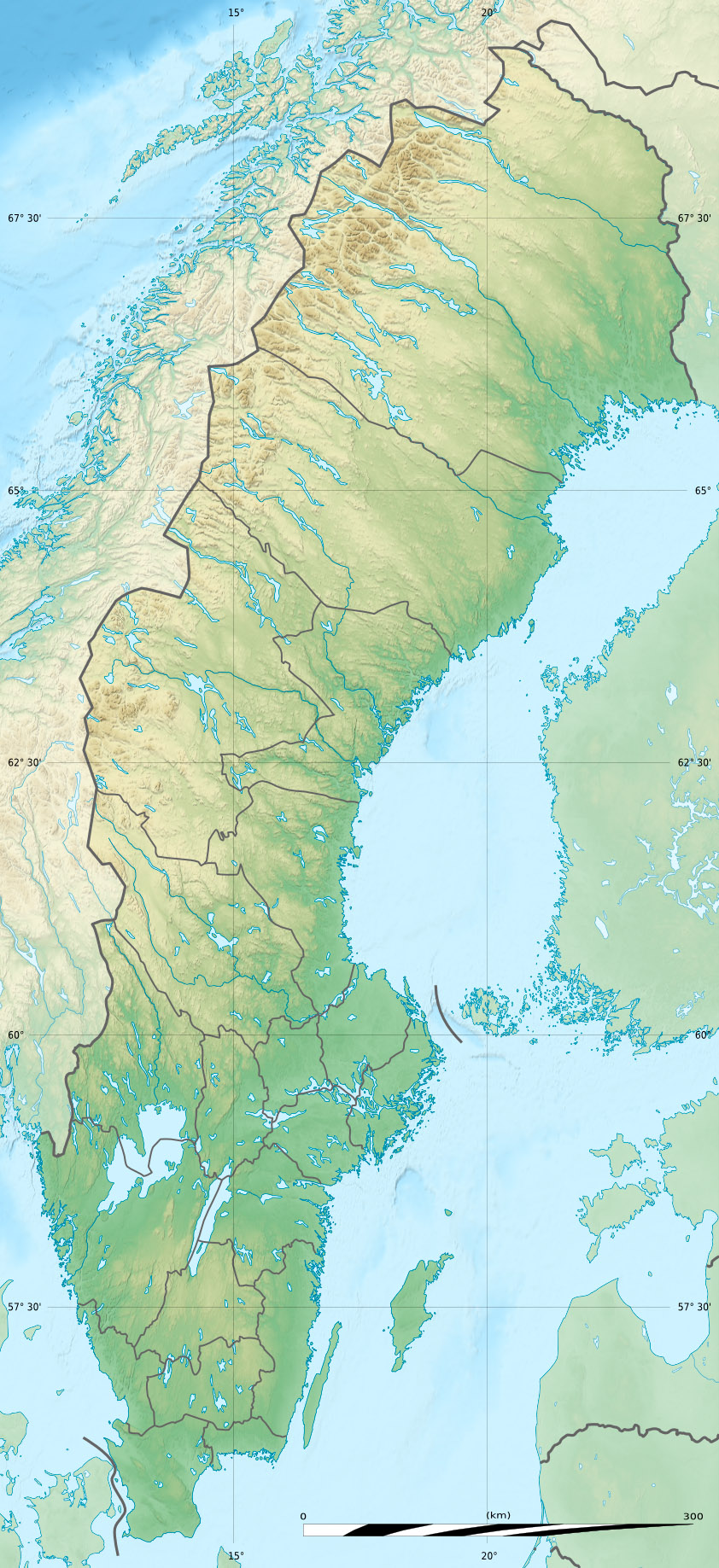
Schweden

Die Liste der Seen in Schweden ist eine unvollständige Auflistung von Seen in Schweden. Die Liste der größten Seen in Schweden gibt eine vollständige Auflistung aller 378 Seen mit einer Fläche von mehr als 10 km² in Schweden nach Größe geordnet wieder.

## Liste der größten 10 Seen in Schweden (Fläche)
| Nr. | Name       | Fläche   |
| --- | ---------- | -------- |
| 1   | Vänern     | 5519 km² |
| 2   | Vättern    | 1886 km² |
| 3   | Mälaren    | 1090 km² |
| 4   | Hjälmaren  | 477 km²  |
| 5   | Storsjön   | 456 km²  |
| 6   | Torneträsk | 330 km²  |
| 7   | Siljan     | 292 km²  |
| 8   | Hornavan   | 262 km²  |
| 9   | Akkajaure  | 260 km²  |
| 10  | Uddjaure   | 249 km²  |

## Liste der 10 tiefsten Seen in Schweden
| Nr. | Name         | Tiefe |
| --- | ------------ | ----- |
| 1   | Hornavan     | 228 m |
| 2   | Torneträsk   | 168 m |
| 3   | Vojmsjön     | 145 m |
| 4   | Stor-Blåsjön | 144 m |
| 5   | Stor-Rensjön | 140 m |
| 6   | Virihaure    | 138 m |
| 7   | Kallsjön     | 134 m |
| 8   | Vastenjaure  | 134 m |
| 9   | Siljan       | 134 m |
| 10  | Kultsjön     | 130 m |

## Liste der größten 10 Seen in Schweden (Volumen)

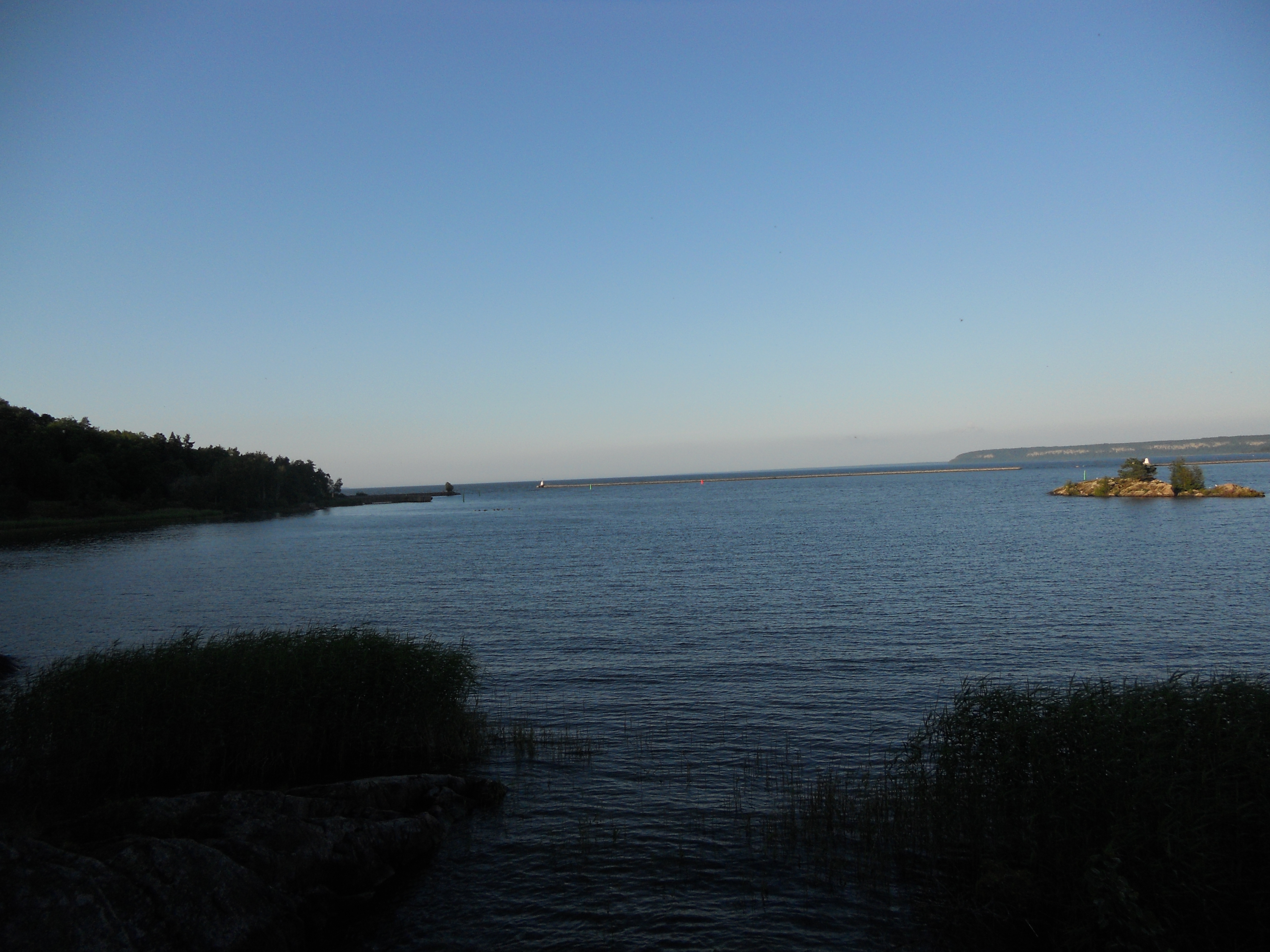
Vänern

| Nr | Name       | Volumen  |
| -- | ---------- | -------- |
| 1  | Vänern     | 153 km³  |
| 2  | Vättern    | 77,6 km³ |
| 3  | Torneträsk | 17,1 km³ |
| 4  | Mälaren    | 14,3 km³ |
| 5  | Hornavan   | 11,9 km³ |
| 6  | Siljan     | 8,09 km³ |
| 7  | Storsjön   | 8,02 km³ |
| 8  | Kallsjön   | 6,14 km³ |
| 9  | Virihaure  | 4,43 km³ |
| 10 | Storuman   | 4,18 km³ |

## Alphabetische Liste aller Seen

### A
Abiskojaure – Åbosjön – Agnsjön – Alsensjön – Anundsjösjön – Åskasjön – Åsnen – Åsunden (Västergötland) – Åsunden (Östergötland)

### B
Båven – Bolmen – Börtnen – Brunnsviken – Bullaresjöarna – Bygdeträsket – Bunn

### D
Dellen

### E
Edsviken

### F
Fegen (See) – Flåsjön (Strömsund) – Fryken

### G
Gensjösjön – Glafsfjorden – Glan (Norrköping)

### H
Hällvattnet – Happstafjärden – Helgasjön – Hjälmaren – Holmsjön (Ånge) – Hornavan – Hornborgasjön – Hornsviken – Hummeln (See)

### I
Ingetorpssee – Ivösjön

### J
Jällunden – Jurunjávrre

### K
Kallsjön (Jämtland) – Kallsjön (Schonen) – Käringsjön (Halmstad) – Kilpisjärvi (See) – Kultsjön – Kvismaren

### L
Laitaure – Landögssjön – Lygnern – Långhalmen

### M
Mälaren – Mien – Mjörn – Möckeln (Älmhult) – Myckelgensjösjön

### N
Norra Bergsjön – Näldsjön

### O
Ödsbysjön – Orsasjön – Östen (Västergötland) – Översjön – Över-Karpsjön

### R
Ringsjön – Rostojávri – Roxen – Runn

### S
Skärsjön (Sävsjö) – Siiddasjávri – Siljan – Själevadsfjärden – Skagern – Skalmsjösjön – Sommen – Stor-Blåsjön – Stor-Rensjön – Stor-Uttersjön – Stora Le – Stormaren – Storsjön – Storsjön (Sandviken) – Storuman (See) – Storvindeln – Ströms Vattudal – Svarttjärnen – Svegssjön – Sädvvájávrre

### T
Tåkern – Tåsjön – Törn (See) – Torneträsk – Tiken

### U
Uddjaure – Uttersjön

### V
Vallsjön (Nässjö) – Vänern – Vastenjaure – Vättern – Veckefjärden – Viaredssjön – Vidöstern – Viken (See) – Virihaure – Vojmsjön – Vombsjön

### Y
Yngaren
- Karte mit allen verlinkten Seiten:
- OSM |
- WikiMap